# 여주이씨 옥산문중 유묵-해동명적
여주이씨 옥산문중 유묵-해동명적(驪州李氏 玉山門中 遺墨-海東名蹟)은 대한민국 경상북도 경주시에 있는, 조선 중종 때의 문신인 신공제(1469∼1536) 선생이 우리나라 역대 명필의 글씨가 돌에 새겨 있는 것을 탁본하여 상하 2책으로 묶은 것이다. 1970년 12월 30일 대한민국의 보물 제526호로 지정되었다.

## 개요
『여주이씨 옥산문중 유묵 - 해동명적(驪州李氏 玉山門中 遺墨 - 海東名蹟)』은 조선 중종 때의 문신인 신공제(1469∼1536) 선생이 우리나라 역대 명필의 글씨가 돌에 새겨 있는 것을 탁본하여 상하 2책으로 묶은 것이다.
상권에는 조선시대 문종과 성종의 어필을 앞에 따로 놓고 다음에 신라시대 최치원, 김생, 영업의 3인과 고려시대 탄연, 이암, 신덕린 등의 3인을 합한 6인의 글씨를 모아 놓았다. 하권에는 이강, 승려 혜근, 성석린, 박초, 권근, 이첨, 정도전, 정총, 민자복, 신색 등 12인의 글씨가 실려 있다. 
이 책은 탁본이라 하더라도 고대의 서법을 연구하는데 중요한 자료가 된다. 또한 비문에 나타나지 않은 필적을 많이 수집하였다는 점에서 의의가 있다.

## 참고 자료
- 여주이씨 옥산문중 유묵-해동명적 - 국가유산청 국가유산포털